# Лапенна, Иво
Иво Лапенна (Сплит, 5 ноября 1909 года — Копенгаген, 15 декабря 1987 года) — профессор права Югославии. Пропагандист языка эсперанто, работал президентом Всемирной ассоциации эсперанто с 1964 по 1974 год. Известен как оратор на эсперанто, автор ряда книг и соавтор Резолюции Монтевидео от 1954 года, в которой ЮНЕСКО признал язык эсперанто.

## Биография
Лапенна родился в городе Сплит в Хорватии (позже в Австро-Венгрии). В 1933 году в Загребе, он получил степень доктора философии, в 1947 году стал профессором университета в Загребе, затем в Лондоне. Уехав в 1949 году из Югославии, он жил в Париже, с 1951 года — в Великобритании. В 1962 году он стал гражданином Великобритании. Умер Иво Лапенна а 1987 году в Копенгагене, где и был похоронен.
Трижды был женат. Первая жена — Емилия Лапенна (Emilija Lapenna), вторая — Люба Лапенна (Ljuba Lapenna), третья — Бирте Лапенна (Birthe Lapenna) (с 1986 года). В браке у Иво Лапенна не было детей.
Во время работы Лапенна в должности президента ассоциации возникали различные конфликты. Его обвиняли в культе личности, диктате и др. В этих конфликтах Лапенна одержал верх. Но во время конгресса в Гамбурге в 1974 году он заявил, что отказывается от должности президента ассоциации эсперанто. Комитет избрал в качестве нового президента Хамфри Р. Тонкина. Лапенна отказался от всех почетных званий в UEA и TEJO. События, прошедшие на конгрессе, были интерпретированы как «коммунистический переворот».
В 1983 году Лапенна стал одним из основателей АИС Сан-Марино. Он также стал одним из основателей специализированной ассоциации юристов-эсперантистов.

## Работы
Иво Лапенно был автором произведений, включая:
- Retoriko (Риторика), 1950 и последующие издания.
- Факты о международном языке (1952).
- Principaro de Frostavallen, gvidlinioj pri informado, (1956)
- Elektitaj paroladoj kaj prelegoj (Избранные речи и лекции): (дополнение к риторике) (1966).
- Esperanto en perspektivo (Эсперанто в перспективе) (1974), написано в соавторстве с Ulrich Lins (историк) и Tazio Carlevaro (литератор).
- Hamburgo en retrospektivo (Гамбург в ретроспективе) (1975/1977).
- Его возможно главное профессиональное произведение — История дипломатии, на хорватском языке, 1949
- Государство и право: Советская и югославская теория , Лондон 1964.
- Советское уголовное право, Лондон, Сидней, Торонто, 1968.

### Рецензии
- Carlo Minnaja. La libro kiu transpasas sian aĝon kaj transdonas sian saĝon (эсп.) // La Ondo de Esperanto : журнал. — 2010. — No. 3 (185). — P. 18—19. Рецензия на книгу Elektitaj paroladoj kaj prelegoj (Suplemento al Retoriko).
- Sven Ziegler. Ivo Lapenna – esperantisto kaj juristo (эсп.) // Esperanto : журнал. — 2017. — Novembro. — ISSN 0014-0635. Рецензия на книгу Elektitaj tekstoj pri Internacia Juro.
- Jorma Ahomäki. Bonvena represo (эсп.) // Esperanto : журнал. — 2015. — Aprilo. — ISSN 0014-0635. Рецензия на книгу Esploro kaj Dokumentado.